# سارة كيمب
سارة كيمب (بالإنجليزية: Sarah Kemp)‏ هي ممثلة أسترالية، ولدت في 24 فبراير 1937 في أستراليا، وتوفيت في 9 يناير 2015 في Bellingen, New South Wales ‏ في أستراليا بسبب سرطان الرئة.

## وصلات خارجية
- سارة كيمب على موقع IMDb (الإنجليزية)
- سارة كيمب على موقع قاعدة بيانات الفيلم (الإنجليزية)